# 9641 Demaziere
Demaziere (asteróide 9641) é um asteróide da cintura principal, a 2,1263641 UA. Possui uma excentricidade de 0,1331337 e um período orbital de 1 403,21 dias (3,84 anos).
Demaziere tem uma velocidade orbital média de 19,01734963 km/s e uma inclinação de 4,75087º.
Este asteróide foi descoberto em 12 de Agosto de 1994 por Eric Elst.